# ویلارد اسکات

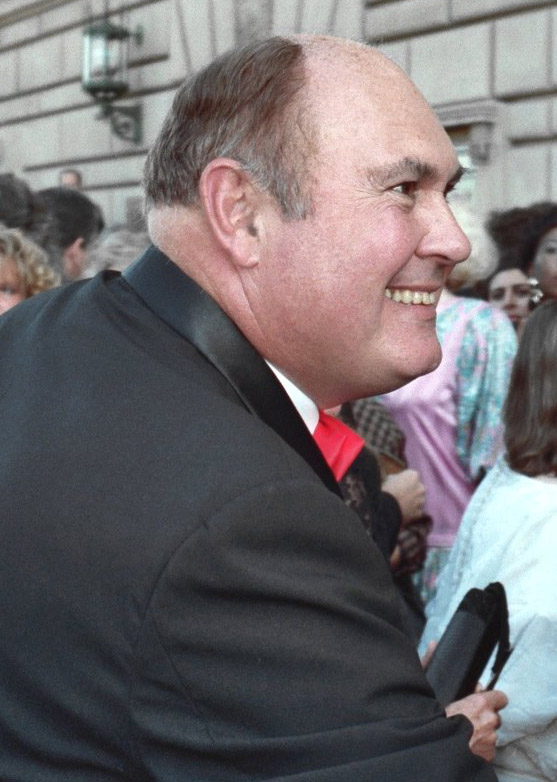

ویلارد اسکات (انگلیسی: Willard Herman Scott Jr.؛ زاده ۷ مارس ۱۹۳۴ – درگذشته ۴ سپتامبر ۲۰۲۱) یک هنرپیشه اهل ایالات متحده آمریکا بود.
- امروز (برنامه کانال ان‌بی‌سی)